# مادرسلیمان
مادرسلیمان، مرکز بخش پاسارگاد شهرستان پاسارگاد در استان فارس ایران است. مجموعه باستانی پاسارگاد مهم‌ترین مکان تاریخی این شهر می‌باشد.

## جمعیت
بر پایه سرشماری مرکز آمار ایران در سال ۱۳۹۵، جمعیت این شهر برابر با ۱٬۵۴۶ تن است.

## تأسیس شهر مادرسلیمان
در تایخ ۲۶ بهمن ۱۳۹۱ روستای مادرسلیمان شهرستان پاسارگاد به شهر ارتقاء یافت.